# Венера и Адонис
Венера и Адонис е първата известна поема на Уилям Шекспир. Още с публикуването си произведението печели всеобщото одобрение на широката аудитория.